# Chandra (télescope spatial)
Pour les articles homonymes, voir Chandra et CXO.
Chandra, ou l'observatoire de rayons X Chandra (en anglais : CXRO pour Chandra X-Ray Observatory ; anciennement AXAF pour Advanced X-ray Astrophysics Facility) est un télescope spatial observant le rayonnement X, développé par la NASA et lancé en 1999 par la navette spatiale Columbia lors de la mission STS-93. Chandra est, avec XMM-Newton, le plus performant des observatoires de rayons X placés dans l'espace. Grâce à son optique de type Wolter associée à une longueur focale de 10 mètres, son pouvoir de résolution descend sous la seconde d'arc dans la gamme de rayons X mous (0,1 à 10 keV) pour laquelle il est conçu et sa résolution spectrale dépasse 1 000 dans la bande 0,08 à 0,20 keV. Le télescope de 4 790 kg dispose de quatre instruments situés au point focal : le spectromètre imageur ACIS (Advanced CCD Imaging Spectrometer), la caméra à haute résolution HRC (High Resolution Camera), le spectromètre à réseau de transmission à haute énergie HETGS (High Energy Transmission Grating Spectrometer et le spectromètre à réseau de transmission à basse énergie LETGS (Low Energy Transmission Grating Spectrometer).
Placé sur une orbite haute elliptique de 10 000 × 140 000 km qui permet de longues périodes d'observation continues, Chandra est utilisé pour étudier le rayonnement X émis par différents objets célestes et des processus tels que l'évolution conjointe des trous noirs supermassifs et des galaxies, la nature de la matière noire et de l'énergie noire, la structure interne des étoiles à neutrons, l'évolution des étoiles massives, les protonébuleuses planétaires et l'interaction des exoplanètes avec leur étoile.
Chandra fait partie du programme des Grands observatoires de la NASA, lancé à la fin des années 1980 et qui comprend trois autres télescopes spatiaux : Hubble (1990-, spectre du visible), Compton (1991-2000, rayonnement gamma) et Spitzer (2002-2020, rayonnement infrarouge). Plusieurs projets visant à développer le successeur de l'observatoire sont jusqu'à présent annulés faute de budget. En 2022, Chandra est toujours opérationnel.

## Historique

### Développement

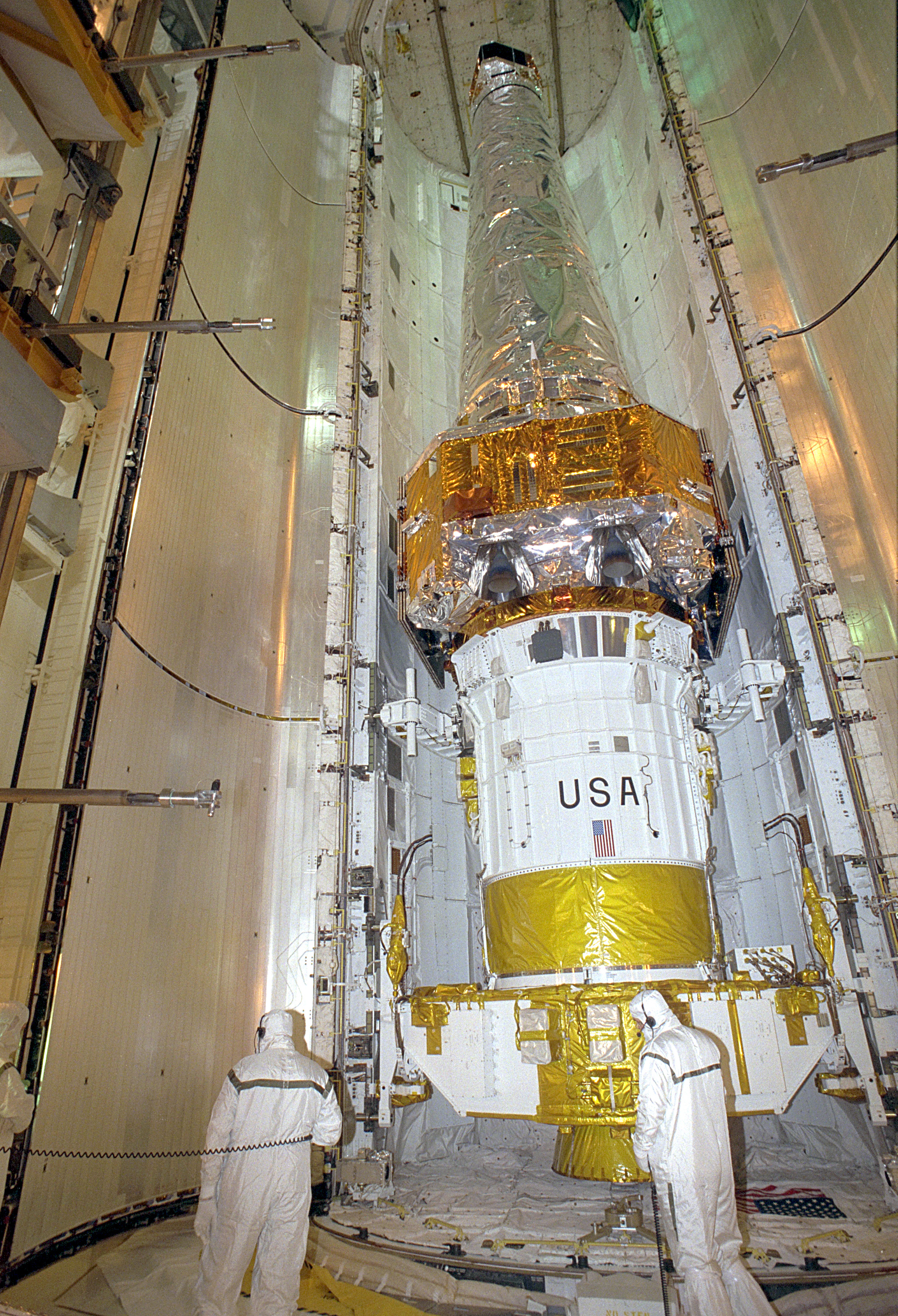
Le télescope Chandra avec son étage IUS chargé de le placer sur son orbite haute dans la soute de la navette spatiale.

En 1976, le projet de télescope à rayons X, (AXAF - pour Advanced X-ray Astrophysics Facility), est proposé à la NASA par Riccardo Giacconi et Harvey Tananbaum. L'année suivante, les développements débutent au centre de vol spatial Marshall (George C. Marshall Space Flight Center - MSFC) et au Smithsonian Astrophysical Observatory (SAO). Entre-temps, en 1978, la NASA lance et met en orbite le premier télescope à rayons X Einstein (HEAO-2). En 1992, les caractéristiques du télescope sont largement modifiées pour en réduire le coût : quatre des douze miroirs prévus sont éliminés ainsi que deux des six instruments scientifiques. L'orbite sur laquelle le télescope doit circuler est modifiée : celui-ci doit désormais suivre une orbite fortement elliptique dont le point le plus éloigné se situe à un tiers de la distance Terre-Lune. Ces transformations ne permettent plus les missions de maintenance ou d'entretien par la navette spatiale américaine envisagées initialement. En contrepartie, la majeure partie de l'orbite se situe désormais au-delà de la ceinture de Van Allen, zone de radiations intenses qui interdit toute observation.
En 1998, AXAF est baptisé Chandra à la suite d'un appel à idées lancé par la NASA. Son nouveau nom est destiné à honorer la mémoire du prix Nobel de physique de 1983, Subrahmanyan Chandrasekhar, qui est le premier à avoir compris au début des années 1930 que les étoiles à neutrons et les pulsars, objets d'étude du télescope, sont créés par l'effondrement d'étoiles en fin de vie. Le terme sanskrit de Chandra signifie « Lumineux » et désigne la Lune.

### Lancement
Chandra est lancé le 23 juillet 1999 par la navette spatiale Columbia dans le cadre de la mission STS-93. Les caractéristiques de la navette spatiale américaine ne lui permettent pas de se placer sur l'orbite haute sur laquelle doit circuler le télescope. Pour contourner cette limitation, le télescope est embarqué dans la soute cargo de la navette avec l'Inertial Upper Stage (IUS). L'ensemble constitue la charge la plus lourde emportée par une navette spatiale depuis son premier vol. Environ 9 heures après que le navette se mette en orbite autour de la Terre à une altitude de 320 km, le télescope solidaire de l'IUS est expulsé de la soute sous l'action d'un ressort. Une heure plus tard, une fois que la navette spatiale s'éloigne à une distance de sécurité, le premier étage à propergol solide de l'IUS est mis à feu puis trois minutes plus tard le deuxième étage. Chandra circule désormais sur une orbite de 64 000 × 320 km. Les panneaux solaires sont déployés et le dernier étage IUS est largué. Au cours des neuf jours suivants, la propulsion principale du télescope est mis à feu à cinq reprises pour modifier l'orbite qui passe à 16 000 × 133 000 km avec une inclinaison de 28,5° et est désormais parcourue en 64 heures et 18 minutes. Les instruments sont mis en marche pour qu'ils s'adaptent à la température de l'espace et au vide spatial. Deux semaines et demie plus tard l'opercule qui protège le pare-soleil qui est replié de manière à protéger la partie optique est déployé et le rayonnement X d'une première source est focalisée sur les détecteurs des instruments. La vérification et la calibration des instruments prend quelques semaines supplémentaires avant qu'une première image puisse être produite le 19 août 1999 : l'objet céleste observé est Cassiopée A, le rémanent d'une supernova qui a explosé il y a 320 ans.

### Fonctionnement opérationnel
Les opérations sont conduites par le Smithsonian Astrophysical Observatory au Chandra X-ray Center à Cambridge dans le Massachusetts, avec l'assistance du Massachusetts Institute of Technology (MIT) et de la Northrop Grumman Corporation. Les dispositifs à transfert de charges (CCD) de ACIS sont endommagés par les premiers passages dans la ceinture de Van Allen. Pour éviter que cela ne se reproduise, une procédure de retrait systématique de cet instrument, hors du plan focal lors de ces passages, est mise en place.
La planification annuel des observations effectuées avec le télescope est déterminé à la suite d'un appel à propositions annuel lancé par la NASA : un comité constitué de scientifiques du domaine sélectionne les propositions argumentées remises par les demandeurs sur la base de leur intérêt scientifique.

## Caractéristiques techniques
Chandra est construit autour de sa partie optique, qui a la forme d'un cylindre légèrement conique et lui donne une longueur hors tout de 12,20 mètres. Cette structure est réalisée dans un matériau allégé à base de matériau composite. À une extrémité se trouvent les miroirs HRMA destinés à focaliser le rayonnement X ainsi qu'un petit télescope optique tandis qu'à l'autre extrémité, au niveau du point focal, se trouvent les deux principaux instruments : la caméra à haute résolution (High Resolution Camera, HRC) et le spectromètre imageur (Advanced CCD Imaging Spectrometer, ACIS).
Au niveau du miroir et entourant le cylindre sont placés l'ensemble des équipements de servitude : la propulsion, le système de contrôle d'attitude et de pointage du télescope (Pointing, Control, and Attitude Determination system - PCAD), le système d'alimentation électrique (Electrical Power System, EPS), et le système de commande, de contrôle et de gestion des données (Command, Control, and Data Management system - CCDM).

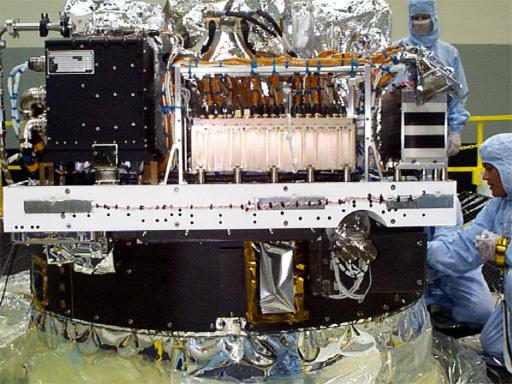
Le module des instruments scientifiques ISIM (Integrated Science Instrument Module).
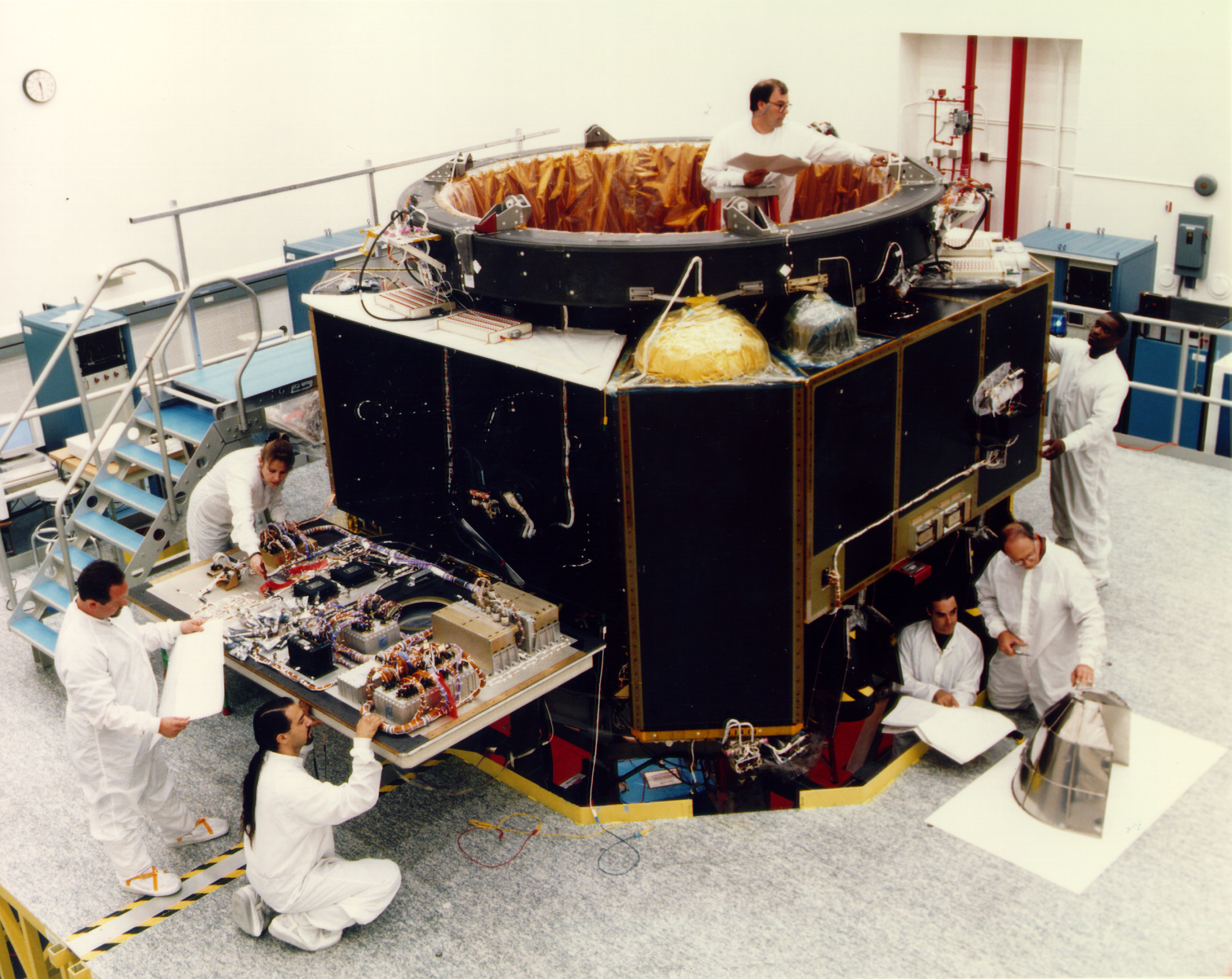
Le module des équipements de servitude est préparé pour des tests de vibration.

- Deux ailes s'étendant de part et d'autre du télescope portant chacune 3 panneaux solaires qui fournissent 2 112 watts qui peuvent être stockés dans trois accumulateurs nickel-hydrogène d'une capacité de 120 Ah. Celles-ci permettent de faire face aux périodes d'éclipse durant chaque passage derrière la Terre et occasionnellement à des éclipses provoquées par la Lune. Ces éclipses ne durent généralement pas plus de 2 heures. L'envergure totale du télescope avec ses panneaux solaires déployés est de 18,90 mètres.
- Le système de propulsion comporte d'une part le système IPS (Integral Propulsion System), utilisé au début de la mission pour placer le télescope sur son orbite et désactivé par la suite et d'autre part le système MUPS (Momentum Unloading Propulsion System) utilisé pour désaturer les roues de réaction chargées de contrôler l'orientation du télescope. Le système IPS utilise deux moteurs d'apogée de 472 newtons de poussée et des moteurs de contrôle d'orientation de 89 N tandis que les moteurs utilisés pour la désaturation ont une poussée de 0,9 N. Tous brûlent de l'hydrazine qui est le seul consommable qui limite la durée de la mission. La quantité emportée doit théoriquement garantir une durée opérationnelle de plus de 20 ans.
- Le système de contrôle d'attitude et de pointage du télescope (Pointing, Control, and Attitude Determination system - PCAD) comprend les senseurs utilisés pour maintenir le télescope pointé vers la zone observée, modifier l'orientation pour viser de nouvelles cibles, orienter les panneaux solaires et désaturer les roues de réaction. Le satellite est stabilisé sur 3 axes mais la précision demandée pour le pointage (30 secondes d'arc) est relativement faible comparée à celle, par exemple, du télescope spatial Hubble. Cette caractéristique découle du mode de fonctionnement des détecteurs de rayons X qui comptent chaque photon. Le gisement utilisé pour le pointage est déterminé par les gyroscopes et la caméra d'aspect qui se repère sur cinq à huit étoiles pré-sélectionnées associées à chaque cible ; lors de la phase de retraitement des données sur Terre dite de « reconstitution de l'image », la position de chaque photon X ayant frappé le détecteur est transformée en position céleste en utilisant les images prises par la caméra d'aspect au même moment. Les performances obtenues permettent de reconstruire une image avec une précision de moins d'une seconde d'arc.
- Le système de commande, contrôle et de gestion de données (Command, Control, and Data Management system, CCDM) reçoit et traite les instructions transmises par les stations sur Terre, transmet les données télémétriques sur le fonctionnement du satellite et gère les données scientifiques recueillies par les instruments. Deux ordinateurs embarqués (On-Board Computers, OBC) utilisant un processeur 16 bits CDI 1750A assurent le fonctionnement de l'ensemble. Deux ordinateurs LSI 16-bit 1750A prennent le relais lorsque le télescope passe en mode de survie (safe mode). Les données sont stockées dans deux mémoires de masse d'une capacité unitaire de 1,8 gigabits. Les échanges avec les stations sur Terre sont assurées via deux transpondeurs fonctionnant en bande S associés à des antennes à faible gain. Le débit moyen est de 32 à 1 024 kilobits par seconde pour l'émission des données scientifiques et de 2 kilobits pour la réception des commandes. Pour les données télémétriques qui informent le contrôle au sol de l'état du satellite le débit est de 32 kilobits par seconde dont 24 kilobits sont alloués au fonctionnement des instruments et 8 kilobits aux autres équipements du satellite.

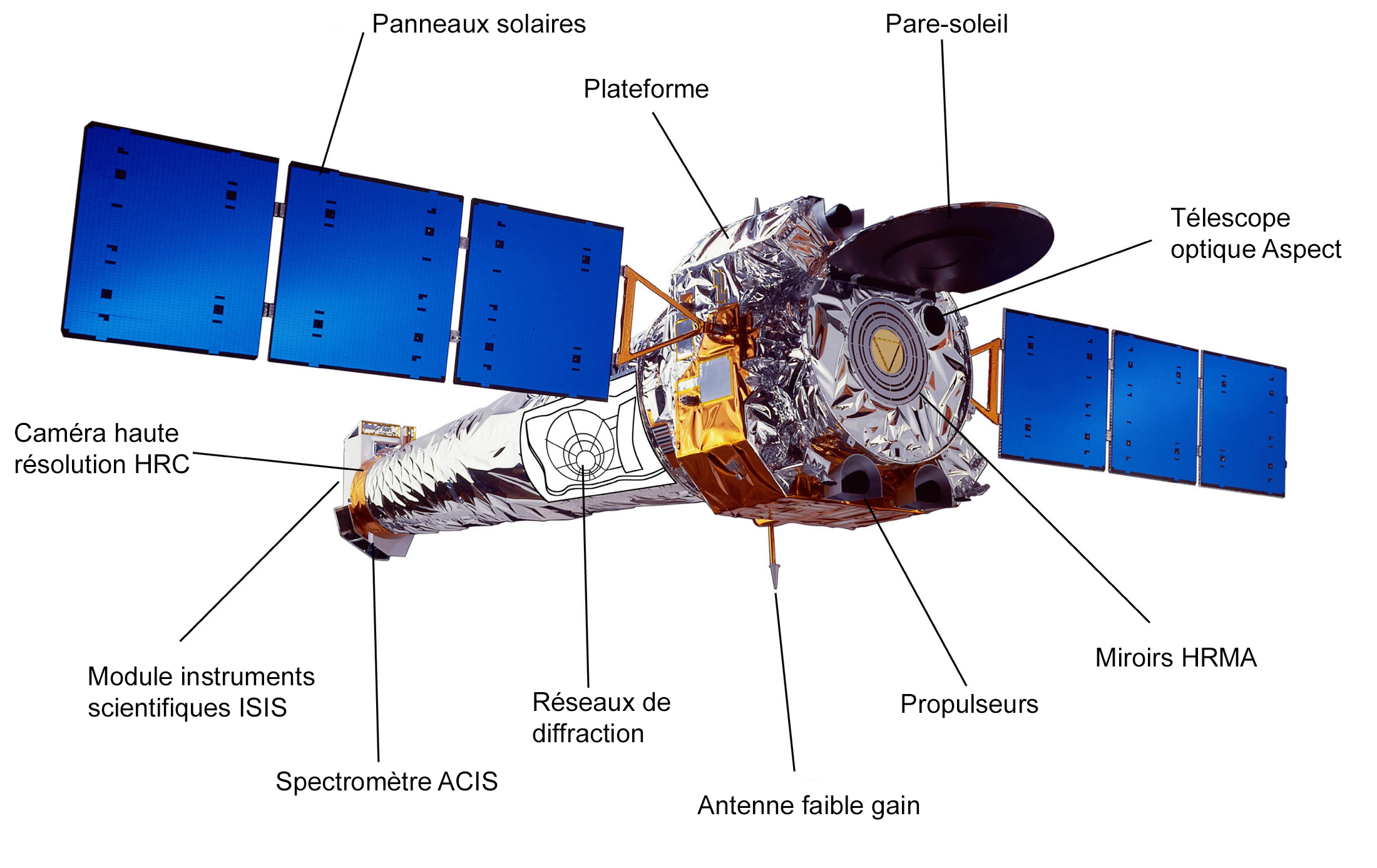
Schéma du télescope spatial X Chandra.

## Conception
Contrairement à la lumière visible qui peut être réfléchie par du verre ou une surface métallique convenablement préparée sous pratiquement toutes les incidences, les rayons X, plus énergétiques, traversent ces matériaux dans les mêmes conditions. Toutefois un rayonnement X arrivant sous une incidence rasante (inférieure au degré) peut être dévié. Cet angle est d'autant plus faible que l'énergie du rayon X est importante (0,25° pour un rayon de 20 keV mais seulement 0,07° à 70 keV). Pour construire un télescope permettant de focaliser ce rayonnement c'est-à-dire de le dévier vers un point focal, il est nécessaire de développer des optiques complexes capables de réfléchir les rayons. Chandra utilise une optique Wolter de type I baptisée HRMA (High Resolution Mirror Assembly). Celle-ci est constituée de plusieurs miroirs imbriqués. Chaque miroir comprend une section parabolique suivi d'une section hyperbolique. Le rayon X est réfléchi une fois sur chacune de ces surfaces avant de converger vers le point focal. HRMA est constituée de quatre paires de miroirs de grande qualité dont la surface est recouverte d'iridium, plus efficace que l'or utilisé sur les premiers télescopes X. Les miroirs de forme cylindrique ont un diamètre respectif 1,23, 0,99, 0,87 et 0,65 m. La longueur est de 84 cm pour la partie optique et de 2,76 mètres hors tout, en incluant les collimateurs antérieur et postérieur. La superficie collectrice effective est de 800 cm2 à 0,25 keV et de 100 cm2 à 8 keV. La résolution angulaire obtenue est de 0,5 seconde d'arc (2,4 µrad). L'ensemble a une masse de 1 484 kg

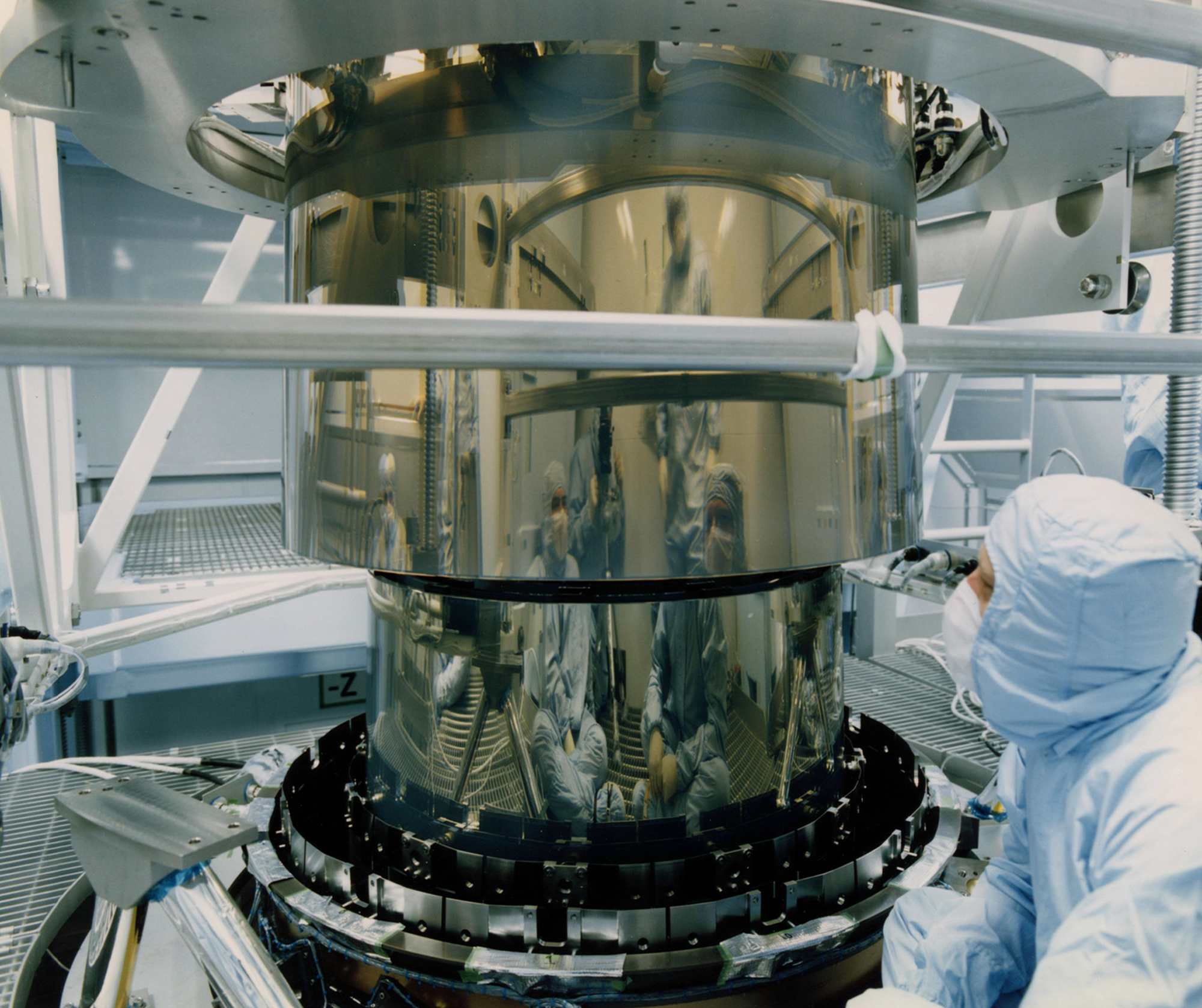
Le miroir HRMA en cours d'assemblage.
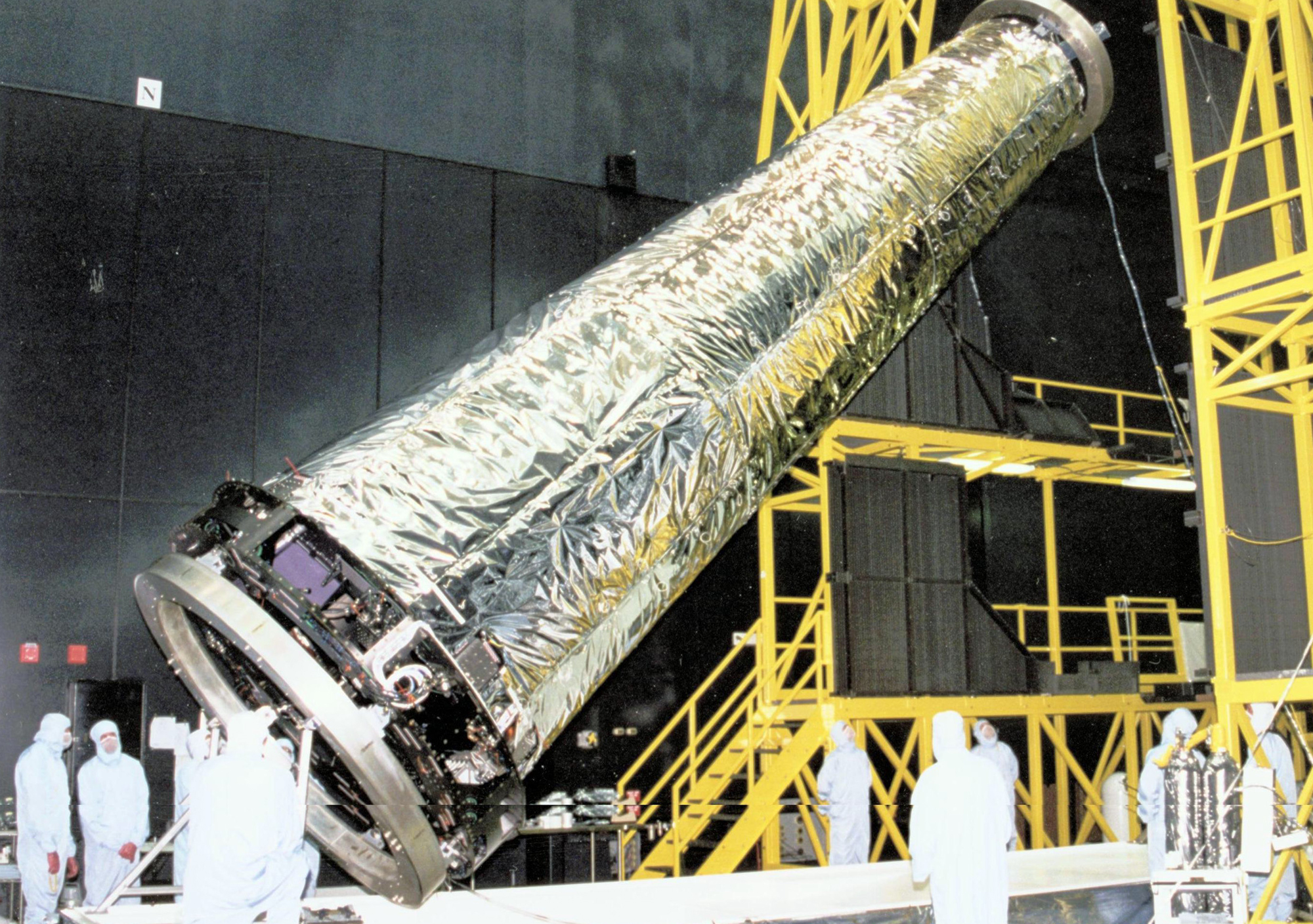
Assemblage du télescope.
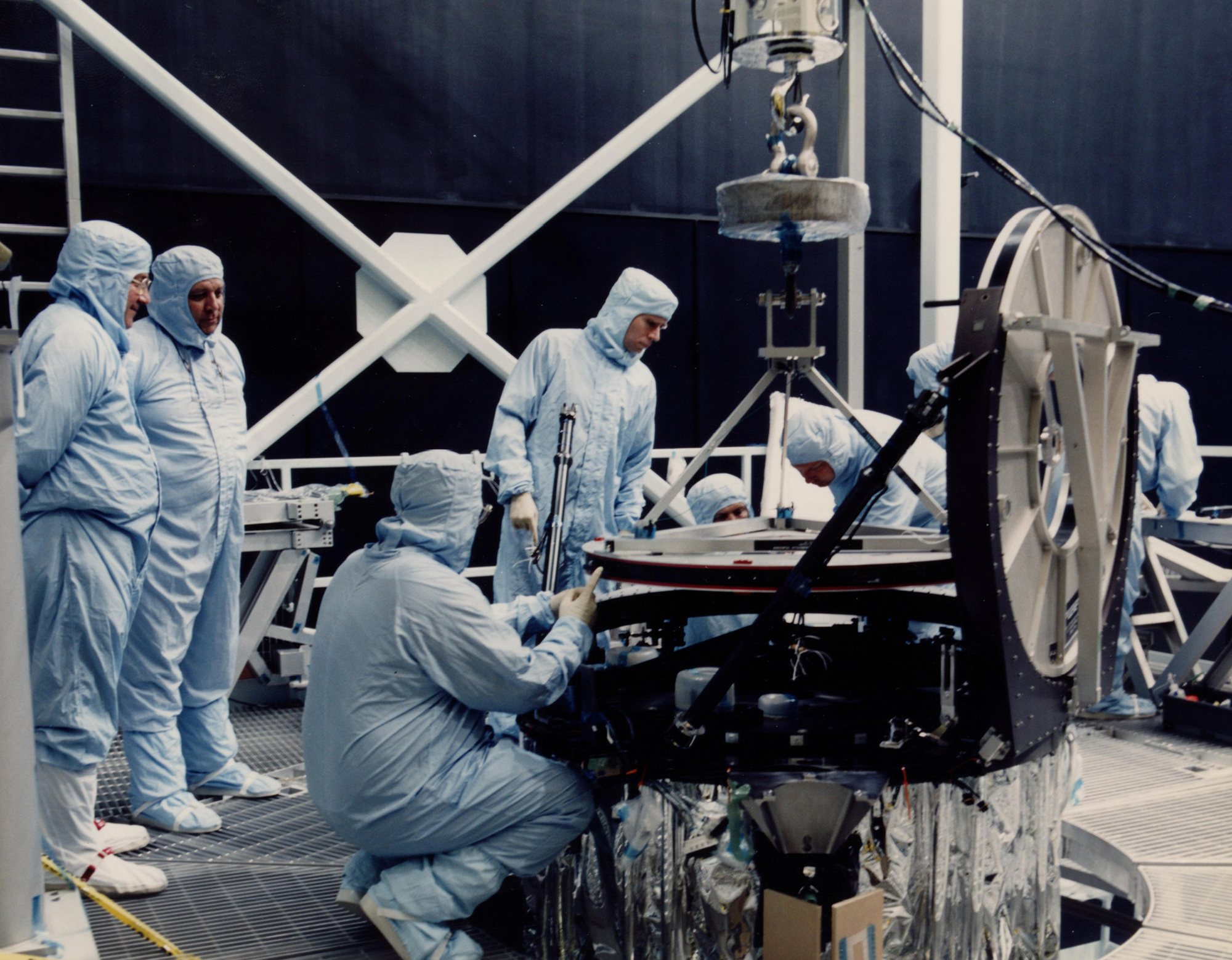
Assemblage du télescope.

## Instruments scientifiques
Les rayons X réfléchis par les miroirs du HRMA convergent vers un point focal ayant la moitié de l'épaisseur d'un cheveu situé à 10 mètres de la partie optique à l'autre extrémité du télescope. Les détecteurs des deux principaux instruments scientifiques - ACIS et HRC - peuvent être positionnés à cet endroit pour enregistrer les images formées par les photons incidents, compter le nombre de photons, mesurer leur énergie, leur position et leur moment d'arrivée. Ces détecteurs sont montés sur un support mobile qui permet de placer au choix les détecteurs de l'un ou l'autre des instruments au point focal. Ces deux instruments peuvent être utilisés seuls ou en association avec un des deux réseaux de diffraction. Le spectromètre ACIS et la caméra HRC avec les mécanismes permettant leur déplacement, l'électronique assurant le contrôle des opérations et l'isolation thermique forment le module des instruments scientifiques ou SIM (Science Instrument Module).

### Caméra à haute résolution HRC
La caméra à haute résolution HRC (High Resolution Camera) est un des deux instruments qui peut être placé au point focal. Il permet de générer une image extrêmement détaillée avec une résolution d'une demi seconde d'arc. L'instrument utilise deux détecteurs de type galette de microcanaux de forme carré et de 10 cm de côté. Chaque galette est composée de 69 millions de tubes en oxydes de plomb long de 1,2 mm avec un diamètre de 12,5 micromètres et espacés de 15 microns. Lorsque les tubes sont frappés par les rayons X, leur revêtement génère des électrons qui sont accélérés dans le tube soumis à un voltage important. Près de 30 millions d'électrons sortent du tube. Un réseau de fils conducteurs placés en position d'interception détectent le signal électrique généré et déterminent avec une grande précision la position du rayon X. L'instrument HRC est particulièrement adapté à l'imagerie de la matière chaude présente dans les rémanents de supernovae, dans les amas de galaxies ainsi qu'à l'identification des sources de rayons X de faible intensité.

### Spectromètre imageur ACIS
Le spectromètre imageur ACIS (Advanced CCD Imaging Spectrometer) est le deuxième instrument installé au foyer du télescope. Il est constitué de 10 dispositifs à transfert de charges (CCD) qui présentent la caractéristique de pouvoir à la fois restituer une image formée à partir des rayons X qui viennent les frapper mais également de mesurer leur énergie. Les scientifiques peuvent ainsi localiser le rayonnement produit par des ions d'oxygène, de néon ou de fer. C'est un instrument optimisé pour étudier la température des sources de rayons X telles que les grands nuages de gaz chaud situés dans le milieu intergalactique ou la répartition des éléments chimiques dans les nuages générés par les explosions de supernova.

### Réseaux de diffraction LETGS et HETGS
Chandra dispose de deux équipements qui permettent d'effectuer de la spectroscopie à haute résolution sur le rayonnement X : le HETGS (High Energy Transmission Grating Spectrometer) travaille dans la gamme de 0,4 à 10 keV et dispose d'une résolution spectrale de 60-1 000. Le LETGS (Low Energy Transmission Grating Spectrometer) travaille dans la gamme de 0,09 à 3 keV et une résolution de 40-2 000. Chaque spectromètre est activé en plaçant sur le chemin optique des rayons X réfléchis par les miroirs un dispositif constitué de centaines de réseaux de diffraction en or. Ces réseaux réalisent la diffraction des rayons X en fonction de leur énergie de la même manière qu'un prisme sépare la lumière en ses différents composants colorés. Les détecteurs placés au point focal peuvent alors déterminer l'énergie des différents photons incidents avec une précision qui atteint un pour mille. Ces mesures fournissent des indications sur la température, le degré d'ionisation et la composition chimique de la source d'émission des rayons X.

#### Réseau de diffraction basse énergie LETG
Les réseaux de diffraction LETG permettent d'effectuer la spectrométrie des rayons X à basse énergie (0,08 à 2 keV). Le réseau est constitué de fils ou barrettes en or espacés régulièrement. Il existe deux réseaux un réseau linéaire espacé de 25,4 µm et un réseau grossièrement triangulaire espacé de 2 mm. Les réseaux sont montés sur une structure circulaire toroïdale adaptées à la forme des miroirs de Chandra.

#### Réseau de diffraction haute énergie HETG
Les réseaux de diffraction HETG permettent d'effectuer la spectrométrie des rayons X à moyenne et haute énergie. L'espacement est de 0,2 µm ou 2 000 Å pour le réseau dédié aux photons à haute énergie et de 0,4 µm ou 4 000 Å pour le réseau dédié aux photons à moyenne énergie.

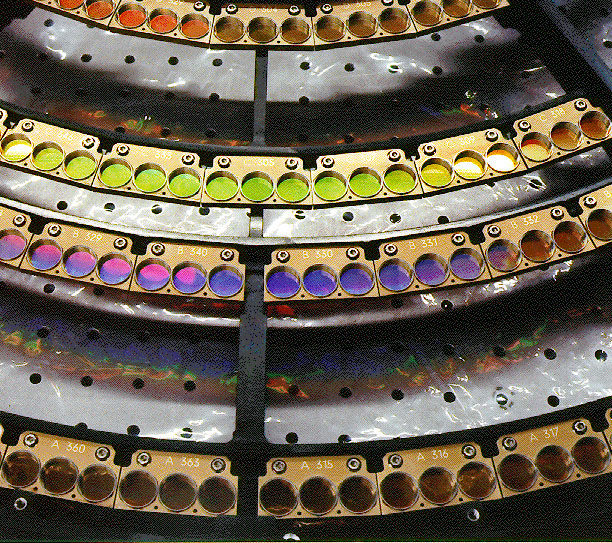
Gros plan sur le réseau de diffraction basse énergie LETGS.
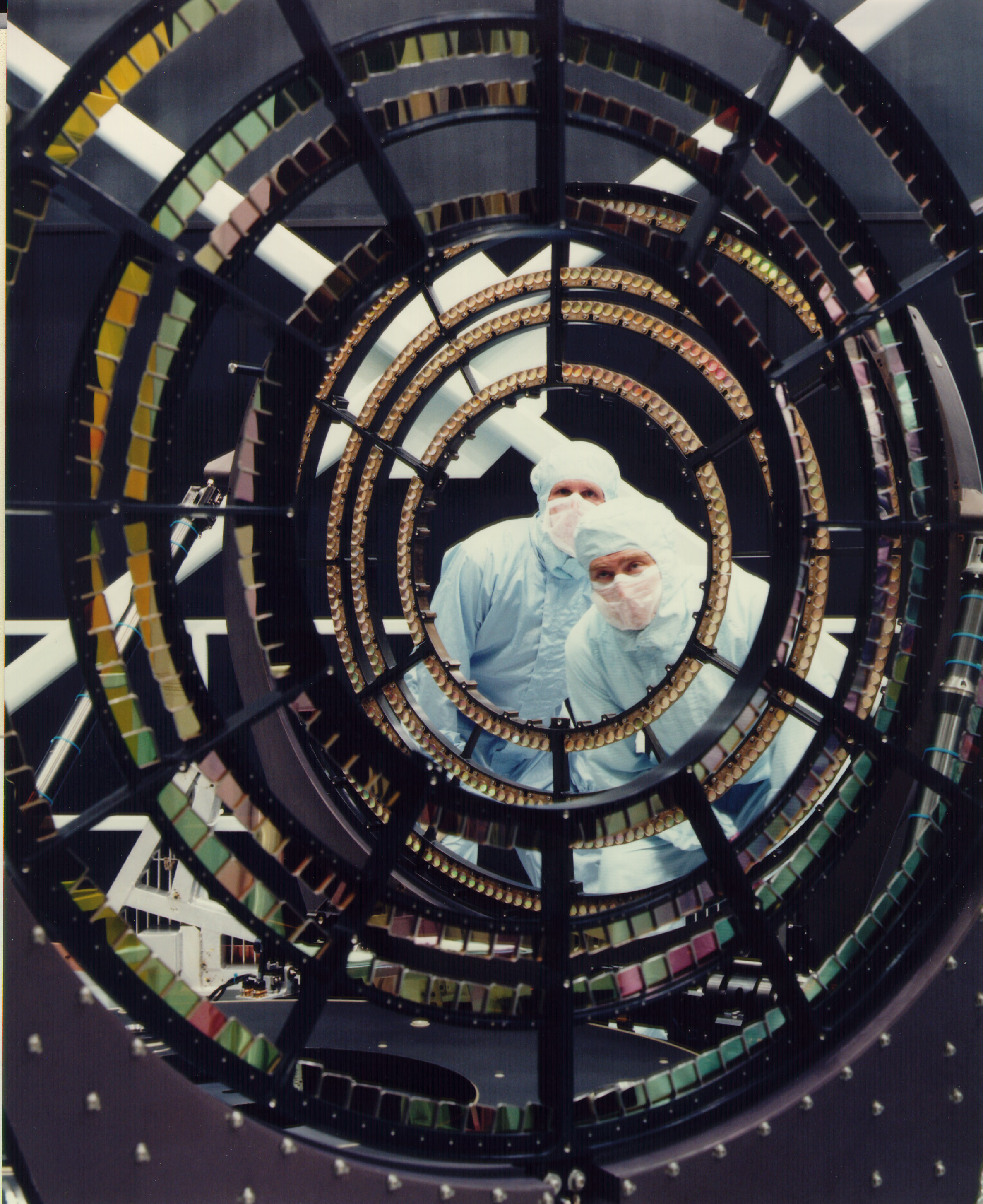
Assemblage des réseaux de diffraction basse et haute énergie sur le banc d'optique.
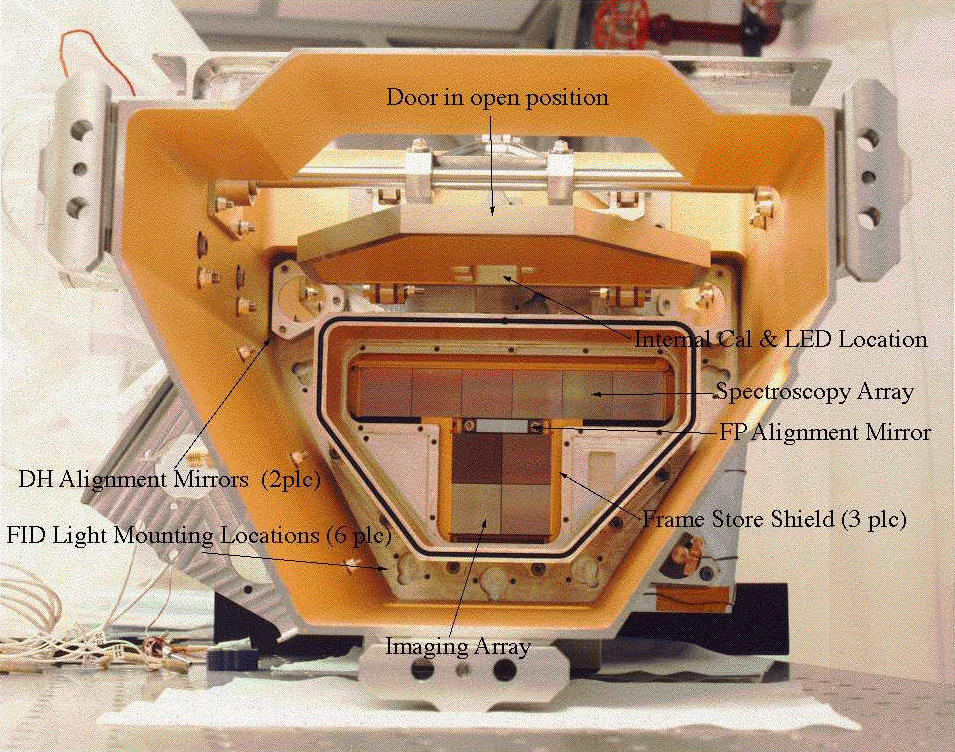
Vue des détecteurs de l'instrument ACIS : les dispositifs à transfert de charges (CCD) dédiés aux images forment un carré tandis qu'au-dessus les dispositifs à transfert de charges dédiés à la spectroscopie forment un rectangle.
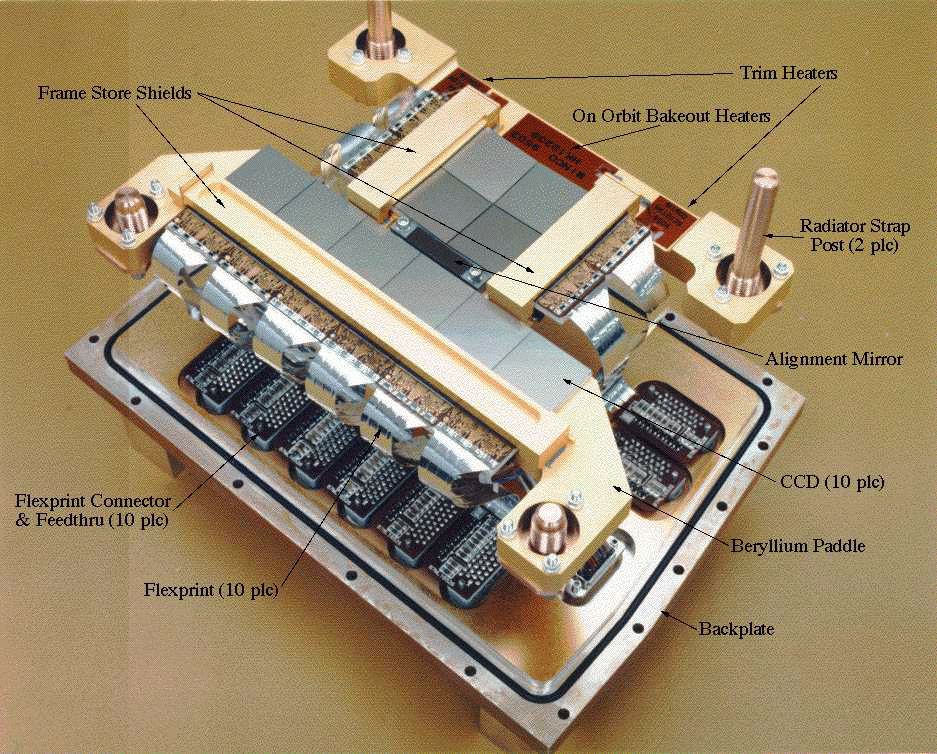
Gros plan sur les dispositifs à transfert de charges de l'instrument ACIS.

## Résultats

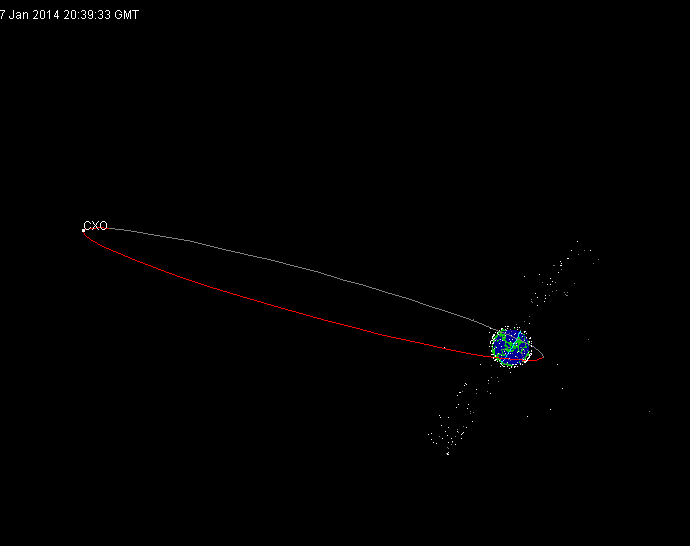
Orbite de Chandra.

Chandra transforme profondément notre connaissance de l'Univers et apporte un nombre considérable d'informations nouvelles ou inattendues, parmi lesquelles figurent :
- la première image du rémanent de supernova Cassiopée A, donne une première impression à propos de l'objet compact qui est en son centre (une étoile à neutrons ou un trou noir) ;
- dans la nébuleuse du Crabe, autre rémanent de supernova, un anneau inconnu autour du pulsar central et des jets qui ne sont que devinés sur les images antérieures ;
- la première émission X observée provient du trou noir supermassif du centre de notre galaxie (la Voie lactée) : Sagittarius A* ;
- la présence de gaz beaucoup plus froid que prévu orbitant en spirale vers le centre de la galaxie d'Andromède ;
- des fronts de pression dans Abell 2142 (en), où des groupes de galaxies sont en train de se fondre ;
- les premières images des ondes de choc d'une supernova sont prises dans SN 1987A ;
- l'obtention, pour la première fois, d'images de l'absorption d'une petite galaxie cannibalisée par une plus grande (dans une image de Perseus A) ;
- dans la galaxie M82, un nouveau type de trou noir, observé à mi-chemin en taille entre les trous noirs stellaires et les trous noirs supermassifs ;
- une émission X associée pour la première fois à un sursaut gamma, GRB 991216 ;
- une étoile à neutrons dans les restes de la supernova IC 443, découverte par des lycéens ;
- les observations communes de Chandra et BeppoSAX suggèrent que les sursauts gamma se trouvent dans les régions d'intense formation d'étoiles ;
- les données recueillies suggèrent que les objets RX J1856.5-3754 et 3C 58, que l'on croyait précédemment être des pulsars, seraient plutôt des objets beaucoup plus denses, des étoiles étranges. Cette analyse ne fait toutefois pas encore l'objet d'un consensus clair ;
- la naine brune TWA 5B est observée en orbite autour d'une étoile similaire au Soleil (dans un système binaire) ;
- le repérage des ondes sonores provenant de la violente activité autour d'un trou noir supermassif dans l'amas Perseus ;
- l'observation de l'ombre portée en rayons X de Titan passant devant la nébuleuse du Crabe ;
- le plus jeune trou noir de notre voisinage « proche ». Cet événement constitue la première occasion d'établir la « date de naissance » d'un trou noir[réf. nécessaire] ;
- le plus lointain trou noir jamais observé, UHZ-1, en collaboration avec le JWST[5].